# Івот (смт)
Іво́т (рос. Ивот) — селище міського типу, у Дятьковському району Брянської області, Росія.
Населення селища становить 6 269 осіб (2006; 6 422 в 2002).

## Географія
Селище розташоване на річці Старь та її притоках Копня та Лозня, басейн Ветьми. Окрім того по території селища знаходиться озеро Івот.

## Економіка
В селищі працює скляний завод.